# Arbanitis beaury
Arbanitis beaury là một loài nhện trong họ Idiopidae.
Loài này thuộc chi Arbanitis. Arbanitis beaury được Raven & G miêu tả năm 2006. Wishart.